# Meurs, monstre, meurs
Pour plus de détails, voir Fiche technique et Distribution.
Meurs, monstre, meurs (Muere, monstruo, muere) est un film d'horreur franco-chilo-argentin écrit, coproduit et réalisé par Alejandro Fadel, sorti en 2018.

## Synopsis
Un policier rural (Victor López) enquête sur le meurtre d’une femme, dont le corps est horriblement décapité dans une région de la cordillère des Andes. Il sent que c’est le mari (Esteban Bigliardi) de Francisca (Tania Casciani), sa maîtresse. Le suspect est transféré à l’hôpital psychiatrique. Ce dernier y accuse un bien mystérieux « monstre »…

## Fiche technique
- Titre original : Muere, monstruo, muere
- Titre international : Murder Me, Monster
- Titre français : Meurs, monstre, meurs
- Réalisation et scénario : Alejandro Fadel
- Musique : Alex Nante
- Direction artistique : Laura Caligiuri
- Costumes : Florencia Caligiuri
- Photographie : Julián Apezteguia et Manuel Rebella
- Son : Santiago Fumagalli
- Montage : Andrés P. Estrada
- Production : Fernando Brom, Alejandro Fadel, Édouard Lacoste, Agustina Llambi-Campbell, Antoun Sehnaoui, Dominga Sotomayor Castillo et Omar Zúñiga Hidalgo ; Benjamin Delaux, Jean-Raymond Garcia, Julie Gayet et Nadia Turincev (France)
- Sociétés de production : La Unión de los Ríos, Rouge International, Uproduction et Cinestación
- Sociétés de distribution : Maco Cine (Argentine) ; UFO Distribution (France)
- Pays d’origine :  Argentine /  Chili /  France
- Langue originale : espagnol
- Format : couleur
- Genres : horreur[1] ; drame, thriller
- Durée : 109 minutes
- Dates de sortie :
  - France : 13 mai 2018 (Festival de Cannes) ; 15 mai 2019 (sortie nationale)
  - Suisse romande : 7 juillet 2018 (Festival international du film fantastique de Neuchâtel 2018)
  - Argentine : 9 mai 2019

## Distribution
- Victor López : Cruz
- Esteban Bigliardi : David
- Tania Casciani : Francisca
- Francisco Carrasco : le garçon
- Romina Iniesta : le psychiatre
- Sofia Palomino : Sara
- Stéphane Rideau : le monstre
- Jorge Prado : le capitaine

## Production
Le tournage a lieu en hiver 2017 dans la vallée d’Uco dans la province de Mendoza en pleine cordillère des Andes en Argentine,,.

## Accueil
Meurs, monstre, meurs est sélectionné dans la section « Un certain regard » et projeté le 13 mai 2018 au Festival de Cannes.
Le film sort le 9 mai 2019 en Argentine, et le 15 mai 2019 en France.

## Distinctions

### Récompense
- Festival international du film de Mar del Plata 2018 : Meilleure musique originale[7]

### Sélections
- Festival de Cannes 2018 : section « Un certain regard »[5]
- Festival international du film fantastique de Neuchâtel 2018 : sélection en compétition internationale
- L'Étrange Festival 2018 : sélection en compétition
- Festival international du film de Catalogne 2018 : sélection en compétition internationale
- Festival international du film de Mar del Plata 2018 : section « Compétition internationale »[7]
- Festival international du film fantastique de Gérardmer 2019 : sélection hors compétition

## Annexe

### Documentation
- Dossier de presse Meurs, monstre, meurs